# سیارک ۲۱۴۷۹
سیارک ۲۱۴۷۹ (به انگلیسی: 21479 Marymartha، نامگذاری:1998HN124) بیست و یک هزار و چهارصد و هفتاد و نهمین سیارک کشف شده‌است که در ۲۳ آوریل ۱۹۹۸ کشف شد.
قدر مطلق سیارک برابر ۲۲.۴ است.